# 민영달
민영달(閔泳達, 1859년~1924년)은 조선 후기의 문신으로 명성황후의 13촌 조카이다. 그는 민씨 척족이었는데 일본에 호감을 가졌었지만 일본에서 주는 조선 귀족 작위는 끝끝내 거부하였다.
1885년 문과에 급제하였고, 1894년 호조 판서, 1895년 내부 대신으로 있다가 을미사변 때 사직하였다.
일제강점기에 동아일보에 투자하기도 했다.

## 대표관직(경력)
- 경기도관찰사
- 형조판서
- 예조판서
- 좌참찬
- 호조판서
- 내부대신

## 가족 관계
- 아버지 : 민관호(閔觀鎬)
  - 동생 : 민영적(閔泳迪) - 민익호(閔益鎬)에게 양자로 출계
  - 동생 : 민영락(閔泳洛)